# Trần Văn Cò
Trần Văn Cò (sinh ngày 21 tháng 1 năm 1958) là một thẩm phán người Việt Nam. Ông hiện là Thẩm phán Tòa án nhân dân tối cao của Việt Nam, thành viên Hội đồng Thẩm phán Tòa án nhân dân tối cao.

## Xuất thân
Ông sinh ngày 21 tháng 1 năm 1958, quê quán ở xã Ngãi Xuyên, huyện Trà Cú, tỉnh Trà Vinh, người Kinh.

## Giáo dục
Ông có trình độ Đại học luật hệ chuyên tu.

## Sự nghiệp
Ngày 30 tháng 8 năm 2010, Trần Văn Cò, Chánh án Tòa án nhân dân tỉnh Trà Vinh được bổ nhiệm làm Thẩm phán Tòa án nhân dân tối cao, đồng thời được bổ nhiệm giữ chức vụ Chánh tòa Tòa Phúc thẩm Tòa án nhân dân tối cao tại Thành phố Hồ Chí Minh.
Ngày 26 tháng 6 năm 2015, Quốc hội Việt Nam khóa 13 đã bỏ phiếu phê chuẩn đề nghị của Chánh án Tòa án nhân dân tối cao Trương Hòa Bình về việc bổ nhiệm ông làm Thẩm phán Tòa án nhân dân tối cao, với tỉ lệ đại biểu Quốc hội bỏ phiếu đồng ý phê chuẩn là 69,45% (471 phiếu hợp lệ – 1 phiếu không hợp lệ; 343 phiếu đồng ý – 128 phiếu không đồng ý). Lúc này ông đang là Thẩm phán Tòa án nhân dân tối cao, Chánh tòa phúc thẩm Tòa án nhân dân tối cao tại TP.HCM, thành viên Hội đồng Thẩm phán Tòa án nhân dân tối cao.